# Битка при връх Тумба
Битката при връх Тумба е сражение между български военни и жандармерийски формирования и комунистически български и югославски партизани в планината Черна гора (Краище) по време на Втората световна война.
От партизанска страна участват Първа софийска народоосвободителна бригада и 2 бригади на ЮНОА. Правителствените сили включват 41-ви пехотен полк и жандармерийски подразделения.
В хода на съсредоточаването на партизанските сили Първа софийска народоосвободителна бригада получава от командването на НОВА задача да се свърже с действащите в Рила, Пирин и Родопите партизански формирования. Въоръжена е с британско оръжие, спуснато с парашути в районите на ЮНОА. На 8 май 1944 г. започва тежък поход от с. Кална, Трънско до Рила. Едновременно по маршрута се движат и 2 партизански бригади на ЮНОА с командири Живоин Николич (Бърка) и Видое Смилевски (Батo).
На 11 май 1944 г. партизанското командване получава сведение за настъпление на армейски и жандармерийски формирования в района на връх Тумба. Успяват да заемат върха, а правителствените сили – височините Мирково дърво и Сулин гроб. Основните партизански сили са на връх Тумба. 1-ви батальон атакува източните скатове на Сулин гроб, а 2-ри батальон – северозападния склон на Мирково дърво. Завързва се ожесточена битка, в която страните използват минохвъргачки и автоматично оръжие. В битката се включват бригадите на ЮНОА, които атакуват фланга на правителствените сили при с. Цървена ябука. Успяват да свалят български разузнавателен самолет. Привечер, след сигнал от осветителни зелени ракети, правителствените сили се оттеглят от полесражението.
На 13 май при хребета Въртоп планина българските и югославските партизани отблъскват армейски батальон. 1-ва софийска народоосвободителна бригада продължава похода към с. Докьовци, а бригадите на ЮНОА – към с. Църна трава.
Битката при връх Тумба е сред най-тежките сблъсъци между комунистически партизани и правителствени сили по време на комунистическото партизанско движение в България (1941 – 1944).